# Ansaldo Nucleare
ANSALDO Nucleare S.p.A. est une entreprise italienne spécialisée dans l'énergie nucléaire qui construit des centrales nucléaires refroidies à l'eau de troisième génération.  
Elle compte 170 employés, pour la plupart des techniciens qui travaillaient dans la Division Nucléaire d'Ansaldo Energia. Elle est basée à Gênes.

## Activités
Les principales activités de NIRA étaient la conception des réacteurs ce qui aurait dû être le programme des centrales nucléaires italiennes et la participation à la construction de Superphénix, en collaboration avec la France et l'Allemagne.
Les réacteurs italiens étaient le CIRENE (CIse REattore a NEbbia) près de Foceverde-Latina et le réacteur PEC (Prova Elementi di Combustibile) à Brasimone, près de Bologne.
Le CIRENE était un réacteur à tubes de force similaire aux réacteurs canadiens CANDU mais avec des éléments spécifiques de conception italienne développés avec l'École polytechnique de Milan tandis que le PEC était un réacteur rapide réfrigéré au sodium liquide conçu pour tester le comportement des éléments combustibles qu'il était censé remplacer le réacteur français Phoenix, mis à l'arrêt le 6 mars 2009.
La société a été transformée en un centre de recherche d'excellence international dans le nucléaire géré par l'ENEA.